# Імператор Коное
Імператор Коно́е (яп. 近衛天皇, このえてんのう, коное тенно; 16 червня 1139 — 22 серпня 1155) — 76-й Імператор Японії, синтоїстське божество. Роки правління: 5 січня 1142 — 22 серпня 1155.
Восьмий син імператора Тоба. Його матірю була Фудзівара но Наріко. Одразу після народження його оголосили наслідним принцом, він отримав ім'я наріхіто. Зійшов на трон у три роки, коли його зведеного брата імператора Сутоку було змушено до зречення. Кампаку при імператорі був канцлер Фідзівара-но Тадаміті. Фактично справами в країні керував ексімператор Тоба.
1150 року одинадцятирічний імператор Коное після гемпуку (церемонії повноліття) одружився з Тококу, донькою Тайра-но Кійоморі, а через два місяці одружився вдруге.
1155 року 17-річний імператор Коное помер від якоїсь хвороби, частково втративши перед тим зір. Позаяк він не мав дітей, то його наступником на троні став молодший брат принц Масахіто, що правив як імператор Ґо-Сіракава.  